# 아산소방서
아산소방서(牙山消防署, Asan Fire Station)는 충청남도 아산시를 관할하는 충청남도 소방본부 산하의 소방서이다.
소방서장은 소방정으로 보한다.

## 연혁
- 1989년 1월 31일: 온양소방서 개서
- 1995년 3월 15일: 아산소방서로 변경
- 2003년 10월 20일: 예산소방서 분리

## 조직
| - 소방행정과 - 소방행정팀 - 예산장비팀 | - 예방안전과 - 예방총괄팀 - 안전문화팀 - 소방민원팀 - 화재안전조사팀 | - 재난대응과 - 대응총괄팀 - 구조구급팀 | - 현장대응과 - 현장지휘팀 - 화재조사팀 |

## 관할센터 및 관할구역
아산소방서는 7개의 119안전센터와 1개의 구조구급센터를 산하에 두고 있다.
| 명칭                       | 사진 | 주소                  | 관할구역                         | 지역대                                    |
| -------------------------- | ---- | --------------------- | -------------------------------- | ----------------------------------------- |
| 모종119안전센터            |      | 문화로 293            | 온양 1·2·3·5·6동, 송악면         | 송악119지역대                             |
| 둔포119안전센터            |      | 둔포면 충무로 1848    | 둔포면, 음봉면                   | 음봉119지역대                             |
| 신창119안전센터            |      | 신창면 순천향로 48    | 온양 4동, 신창면, 도고면, 선장면 | 신창119지역대 도고119지역대 선장119지역대 |
| 인주119안전센터            |      | 인주면 공세길 21      | 인주면, 영인면                   | 영인119지역대                             |
| 배방119안전센터            |      | 배방읍 모산로 127     | 배방읍 일부                      |                                           |
| 탕정119안전센터            |      | 탕정면 탕정로23번길 1 | 탕정면, 염치읍                   | 염치119지역대 탕정119지역대               |
| 장재119안전센터            |      | 배방읍 용연로 88      | 배방읍 일부                      |                                           |
| 아산소방서 119구조구급센터 |      | 문화로 293            | 충청남도 아산시 일원             |                                           |

## 같이 보기
- 대한민국 소방청
- 대한민국의 소방
- 소방관 계급

## 사건 및 사고
- 2018년 3월 30일 동물구조작전 중 여성 소방관 1명, 임용 예정 여성 교육생 2명이 순직하였다.[5]